# کوین الیوت
کوین الیوت (انگلیسی: Kevin Elyot؛ ‏ ۱۸ ژوئیهٔ ۱۹۵۱ – ۷ ژوئن ۲۰۱۴) نمایشنامه‌نویس و فیلم‌نامه‌نویس اهل بریتانیا بود.
از فیلم‌ها یا مجموعه‌های تلویزیونی که وی در آن‌ها نقش داشته‌است، می‌توان به مارپل آگاتا کریستی و پوآرو اشاره نمود.